# 山陰線支線の着工
山陰線支線の着工（さんいんせんしせんのちゃっこう）は、1900年（明治33年）5月から鳥取県の境港を起点として始まった鉄道建設について記述する。

## 概要
指揮をとったのは石丸重美技師（後の鉄道院総裁）。6月に米子に鉄道作業局の出張所が設けられ、大量の人夫を動員、工事は進められた。人夫の日当は米1升（1.5kg）と5銭、1日12時間労働で昼夜兼行の突貫工事により、2年余りの後、1902年（明治35年）11月1日に境駅（現・境港駅） - 米子駅 - 御来屋駅間が開通した。
この日、米子駅頭には巨大なアーチが設けられ、盛大な開通記念式典が挙行された。

## その他

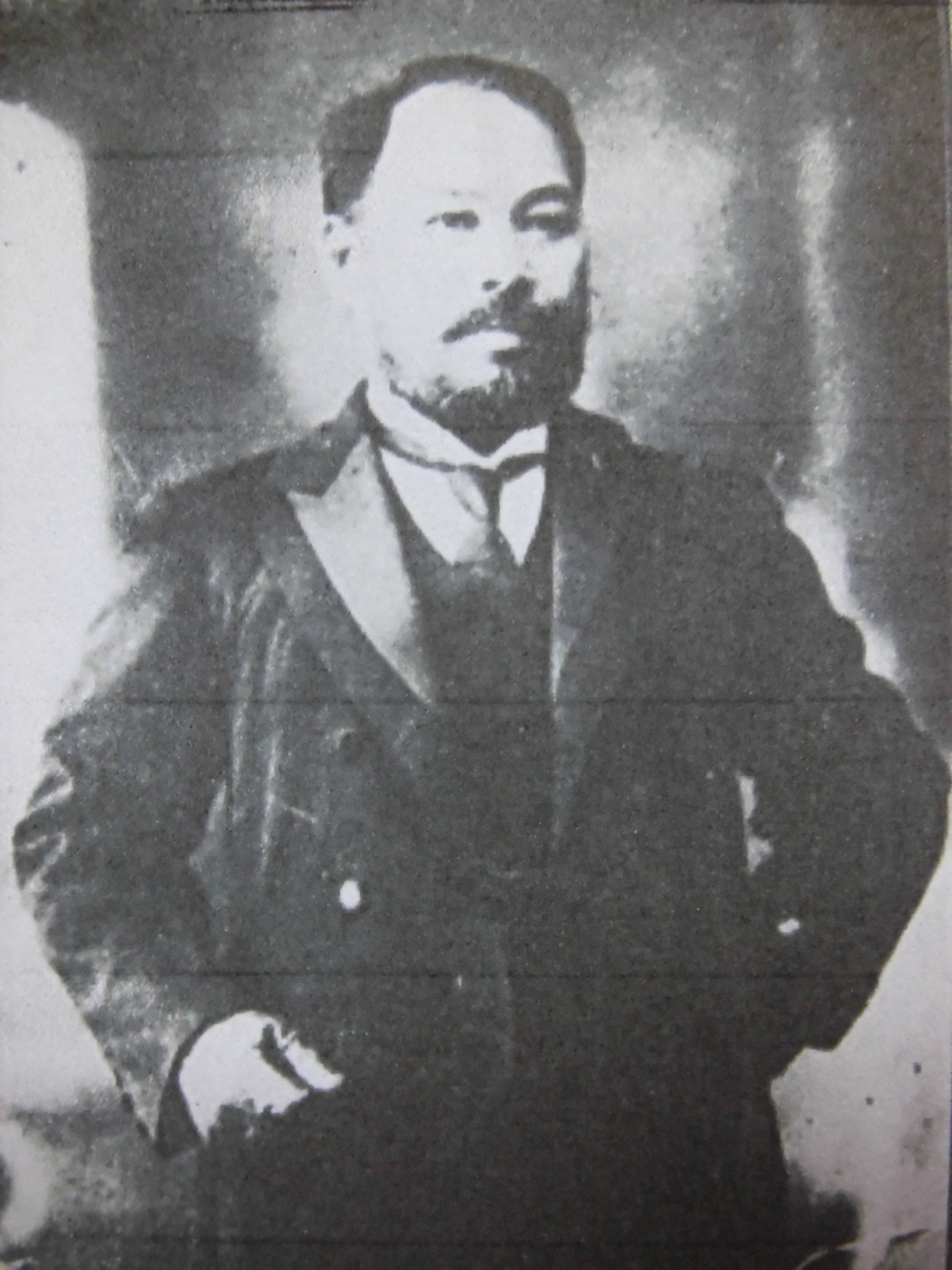
赤沢康平
（『鳥取、島根官民肖像録』）

皆生温泉の今日の隆盛をもたらした有本松太郎（兵庫県出身）、元自治大臣赤沢正道の父・康平（徳島県出身）、元加藤商事社長加藤章の父・豊吉（愛知県出身）などは鉄道建設工事のため米子に来住した。
元日本海新聞社米子支社長・島雄光蔵（しまおみつぞう）によると「米子には事業家がおったですよ。皆鉄道のおこぼれです。有本さん、菊地さん、加藤さん、赤沢さん、皆山陰鉄道の建設で来られた人ですから。」という。
森納によると｢この鉄道敷設によって弓浜、米子の経済に大きな刺激を与えると伴に、これを機に一儲けを目論（もくろ）む者もあり、色々な悲喜劇が起っている。県内外よりの労務者の流入、地元資材の購入で確かに地元経済を潤（うるお）し、境、米子の町に空部屋、空室もなくなったという話もある位であった。しかし反面暴行、傷害、賭博、性道徳の乱れ等社会のひんしゅくをかう事件も少なくなかった｣という。

## 関連
- 有本松太郎
- 赤沢正道
- 石丸重美
- 加藤章
- 山陰本線
- 境線